# Disney XD (Italia)
Disney XD è stata una rete televisiva italiana destinata principalmente ai ragazzi adolescenti e bambini. Il canale era edito da Walt Disney Television Italia, azienda del gruppo Disney. Il canale era trasmesso esclusivamente sulla piattaforma Sky Italia dal 28 settembre 2009 e nacque in sostituzione di Jetix a livello internazionale. Il canale aveva anche due versioni timeshift denominate Disney XD +1, che trasmetteva sul canale 617, in sostituzione di Jetix +1, tutta la programmazione posticipata di un'ora, e Disney XD +2, che trasmetteva sul canale 618, in sostituzione di Toon Disney +1, tutta la programmazione posticipata di due ore.
Lo speaker ufficiale del canale era il doppiatore Maurizio Merluzzo.

## Storia
Disney XD venne lanciato il 28 settembre 2009 alle ore 06:00, con il programma Brian O'Brian, la prima sitcom firmata Disney che vede la partecipazione dell'Italia. Il palinsesto della rete era composta sia da cartoni animati come Kid vs. Kat - Mai dire gatto, Galactik Football, Jimmy Jimmy, American Dragon: Jake Long, Phineas e Ferb, sia da serie live action come Zack e Cody al Grand Hotel, Phil dal futuro e Cory alla Casa Bianca. La library proponeva quindi per gran parte del tempo alcune tra le serie di Disney Channel e di Toon Disney, e accoglieva inoltre numerose produzioni dell'appena defunto Jetix (prima tra tutte Pokémon), e offriva alcune serie cult come L'incredibile Hulk e Iron Man, grazie all'acquisto da parte della The Walt Disney Company della Marvel.
Per celebrare la nascita del canale viene trasmesso in prima serata il film Herbie - Il super Maggiolino e vengono inoltre mostrate in anteprima alcune delle serie autoprodotte dal canale che entreranno in seguito a far parte del palinsesto di Disney XD e che diverranno molto popolari: Aaron Stone e Zeke e Luther. Il palinsesto prenderà sempre di più questa direzione, favorendo ad alcune serie Disney e non classiche, l'entrate delle serie originali come Kick Chiapposky - Aspirante stuntman e I'm in the Band nel 2010, Kickin' It - A colpi di karate nel 2011, Lab Rats nel 2012, Gravity Falls, Crash & Bernstein e Randy - Un Ninja in classe nel 2013, Mighty Med - Pronto soccorso eroi, Wander e Star Wars Rebels nel 2014, quest'ultima serie prodotta con la Lucasfilm e Lucasfilm Animation, una divisione della Lucasfilm. Nel 2015 fu la svolta di Kirby Buckets e nuove stagioni come l'attessisima seconda stagione di Star Wars Rebels, e nell'autunno dello stesso anno arrivò la nuova serie Marco e Star contro le forze del male.
Il 12 marzo 2010, a pochi mesi dalla nascita del canale, viene trasmesso in anteprima esclusiva il primo (che poi si rivelerà essere anche l'unico) Disney XD Original Movie, Skyrunners, che riesce ad ottenere un discreto successo nei telespettatori. Sempre durante lo stesso anno, la programmazione si arricchisce di nuove acquisizioni come K9, Inazuma Eleven e Avengers - I più potenti eroi della Terra, e del primo programma italiano prodotti dalla Walt Disney Television Italia intitolato Sketch Up condotto da due degli attori più famosi di Disney Channel, Matteo Leoni e Romolo Guerrieri.
Il 1º ottobre 2011 venne aperto il nuovo timeshift, Disney XD +2, che proponeva la programmazione del canale posticipata di ben due ore. Dal 9 maggio 2012 il canale trasmetteva nel formato panoramico 16:9 e assunse nuove grafiche per il logo, mentre dal 15 settembre dello stesso anno, ha iniziato a trasmettere in alta definizione con la denominazione Disney XD HD.
Con l'inizio della nuova serie Ultimate Spider-Man, Disney XD dichiarò aperto il blocco televisivo Marvel Universe, dove venivano trasmesse le serie riguardanti gli eroi della Marvel. Le serie trasmesse nel Marvel Universe erano appunto Ultimate Spider-Man, Avengers Assemble ed Hulk e gli agenti S.M.A.S.H..
Dall'8 al 21 giugno 2015, la versione timeshift Disney XD +2 dedica lo spazio alla serie Disney Hannah Montana.
Dal 18 al 31 ottobre sempre dello stesso anno, la versione timeshift Disney XD +2 dedica lo spazio alla serie Marvel Ultimate Spider-Man.
Il 1º febbraio 2016 il canale rivoluzionò la sua grafica, adottando il nuovo logo usato negli Stati Uniti su schermo per i canali SD, HD, +1, +2 e le diverse grafiche che si distinguevano per il medesimo design.
Dal 6 al 20 dicembre 2015 e dal 18 al 31 dicembre 2016, la versione timeshift Disney XD +2 dedica lo spazio ai cartoni animati di Topolino e tutta la banda Disney, con il canale Topolino Channel. Tale iniziativa viene ripetuta nel 2017 e nel 2019 (su Disney Channel +1 questa volta).
Il 1º ottobre 2019, in seguito ad un mancato rinnovo contrattuale da parte di Sky Italia, il canale e la sua versione +1 vengono chiusi sulla piattaforma commerciale Sky Italia.
In Svizzera, tra il 26 ed il 27 novembre 2019, Disney XD è stato sostituito da Disney Junior, poi chiuso il 1º aprile 2020.
Il 1º maggio 2020 i contenuti di Disney XD vengono resi disponibili sulla piattaforma commerciale Disney+.

## Altre versioni

### Disney XD HD
Si trattava della versione in alta definizione di Disney XD lanciata nel 2009 negli Stati Uniti, successivamente nel Regno Unito il 18 ottobre 2010 ed il 20 settembre 2011 in Francia.
Dal 15 settembre 2012 è stata lanciata anche in Italia la versione in alta definizione al canale 616 di Sky. Il canale ha chiuso il 1º ottobre 2019.

### Disney XD +1
Si trattava della versione di Disney XD che riproduceva dopo un'ora le trasmissioni, lanciata nel Regno Unito il 18 ottobre 2010, poi a settembre 2011 in Francia.
Dal 28 settembre 2009 è stata lanciata anche in Italia la versione posticipata al canale 617 di Sky. Il canale ha chiuso il 1º ottobre 2019.

### Disney XD +2
Lanciato il 1º ottobre 2011, era il canale timeshift di Disney XD che trasmetteva i programmi di quest'ultimo posticipati di due ore. Il 9 aprile 2018 il canale è stato chiuso.

## Loghi

28 settembre 2009 - 31 gennaio 2016
1º febbraio 2016 - 1º ottobre 2019

## Programmi

### Programmi in onda prima della chiusura
Alcune serie ancora in corso, tra cui Big Hero 6: La serie, DuckTales, I Greens in città e Marco e Star contro le forze del male, sono state trasmesse su Disney Channel a seguito della chiusura del canale.

#### Telefilm
- Gamers Mania (2015-2019)
- Kickin' It - A colpi di karate (2011-2015)[8]
- Kirby Buckets (2015-2019)
- Lab Rats (2012-2016)[8]

#### Animazione
- Big Hero 6: La serie (2017-2019)[9]
- Billy: un amico fantasmico (2013)[8]
- Boyster - Super mollusco (2014-2019)[8]
- DuckTales (2017-2019)[8]
- Extreme Football (2014-2015)[8]
- Furiki Wheels (2018)[8]
- Gatto contraffatto (2016)[8]
- Gravity Falls (2012-2016)[8]
- I Greens in città (2018-2019)
- Kick Chiapposky - Aspirante stuntman (2010-2012)[8]
- La legge di Milo Murphy (2017-2019)[8]
- Marco e Star contro le forze del male (2015-2019)
- Phineas e Ferb (2007-2015)[8]
- Penn Zero: Eroe Part-Time (2014-2017)[8]
- Polli spaziali nello spazio (2018)[8]
- Randy - Un Ninja in classe (2012-2019)[10]

#### Marvel
- Ultimate Spider-Man (2012-2019)[8]

#### Show
- Best sports ever
- Fort Boyard: l'ultima sfida

### Programmi precedentemente in onda

#### Telefilm
- Aaron Stone (2009-2010)
- Cory alla Casa Bianca (2007-2008)
- Coppia di re (2011-2013)
- Crash & Bernstein (2012-2014)
- Due gemelle e un maggiordomo (2001-2002)
- Even Stevens (2000-2003)
- Foreign Exchange (2004)
- I'm in the Band (2009-2011)
- K9 (2009-2010)
- Mighty Med - Pronto soccorso eroi (2013-2015)
- Phil dal futuro (2004-2006)
- Professor Young (2011-2013)
- Power Rangers Jungle Fury (2008-2014)
- Zack e Cody al Grand Hotel (2005-2008)
- Zack e Cody sul ponte di comando (2008-2011)
- Zeke & Luther (2009-2012)

#### Animazione
- A come Azione! (2011-2012)[11]
- American Dragon: Jake Long (2005-2007)
- Animali svitati (2010-2012)
- Animali in mutande (2011-2013)
- Dennis e Ringhio (2009-2013)
- Due fantagenitori (2001-2011)
- Galactik Football (2006-2011)
- Inazuma Eleven (2008-2011)
- Inazuma Eleven GO (2011-2012)
- Jimmy Jimmy (2009-2012)
- Kid vs. Kat - Mai dire gatto (2008-2011)
- Lanfeust Quest (2014)
- Monster Allergy (2005-2009)
- Motorcity (2012-2013)
- Mr. Bean (2002-2019)
- Pac-Man e le avventure mostruose (2013-2015)
- Pickle e Peanut (2015)
- Pokémon (2000-2016)
- Kim Possible (2002-2007)
- Shaun, vita da Pecora (2007-2012)
- SlugTerra lumache esplosive (2012-2013)
- Dora and Friends in cittá (2014-2017)
- Star Wars: i racconti del Droide (2015)
- Supa Strikas (2013-20??)
- Star Wars - le nuove cronache di Yoda (2015)
- Stoked - Surfisti per caso (2009-2010)
- Teste Calde Bollenti (2017)
- Wander (2014-2016)

#### Marvel
- Avengers Assemble (2013-2019)
- Avengers - I più potenti eroi della Terra (2010-2013)
- Guardiani della Galassia (2015-2019)
- I Fantastici Quattro (1994-1996)
- L'incredibile Hulk (1996-1997)
- Hulk e gli agenti S.M.A.S.H. (2013-2015)
- Spider-Man (1994-1998)
- Ultimate Spider-Man vs i Sinistri 6 (2016-2019)

#### Show
- Brian O'Brian
- Bruno the Great
- Disney XD: School of Champions
- Extreme Kids
- Sketch Up